# آنتونی رویر
آنتونی رِوِیِر (فرانسوی: Anthony Réveillère‎؛ زادهٔ ۱۰ نوامبر ۱۹۷۹) بازیکن فوتبال سابق اهل فرانسه است.
وی سابقه ۲۰ بازی و ۱ گل ملی برای تیم ملی فوتبال فرانسه در کارنامه دارد، همچنین پست تخصصی او دفاع راست است.

## افتخارات

### باشگاهی
لیون
- لیگ ۱: ۰۴–۲۰۰۳، ۰۵–۲۰۰۴، ۰۶–۲۰۰۵، ۰۷–۲۰۰۶، ۰۸–۲۰۰۷
- جام حذفی فوتبال فرانسه: ۰۸–۲۰۰۷، ۱۲–۲۰۱۱
- سوپر جام فوتبال فرانسه: ۲۰۰۳، ۲۰۰۴، ۲۰۰۵، ۲۰۰۶، ۲۰۰۷

ناپولی
- جام حذفی فوتبال ایتالیا: ۱۴–۲۰۱۳